# Nepytia semiclusaria
Nepytia semiclusaria är en fjärilsart som beskrevs av Walker 1862. Nepytia semiclusaria ingår i släktet Nepytia och familjen mätare. Inga underarter finns listade i Catalogue of Life.

## Bildgalleri

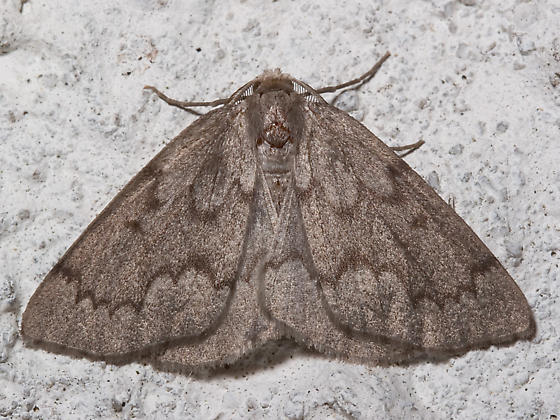